# إدميلسون كارلوس أبيل
إدميلسون كارلوس أبيل (بالبرتغالية: Edmilson Carlos Abel‏) (23 فبراير 1974 في ساو باولو في البرازيل – )؛ هو لاعب كرة قدم سابق كان يلعب كلاعب وسط.

## وصلات خارجية
- إدميلسون كارلوس أبيل على موقع رابطة كرة القدم اليابانية للمحترفين (اليابانية)
- إدميلسون كارلوس أبيل على موقع قاعدة بيانات كرة القدم.إي يو (الإنجليزية)
- إدميلسون كارلوس أبيل على موقع Soccerway.com (الإنجليزية)
- إدميلسون كارلوس أبيل على موقع عالم كرة القدم.نت (الإنجليزية)